# Krigsåret 1893

## Pågående krig
- Fransk-siamesiska kriget (1893)
  - Frankrike på ena sidan
  - Siam på andra sidan

- Första Matabelekriget (1893)

- Mahdistupproret (1881-1899)

- Rifkriget (1893-1894)

## Händelser

### Mars
- Mars - Fransmännen kräver att Siam drar tillbaka alla sina trupper öster om Mekongfloden, och överlämnar området till Frankrike.

### April
- April - Stridigheter bryter ut i Laos sedan franska trupper trängt in i landet.

### Juli
- 13 Den franska slupen Inconstant och kanonbåten Comète tränger sig in i Bangkoks hamn.
- 20 - Efter att Siam lämnat ett franskt ulitmatum om 2 miljoner franc, allt område öster om Mekongfloden och att alla inblandade i upproret mot de franska trupperna i Laos straffas obesvarat, inleds en blokad av landet.

### Oktober
- 3 oktober - Undertecknas fred mellan Siam och Frankrike, sedan Siam förgäves sökt engelskt stöd.

### November
- 1 - 670 brittiska soldater besegrar en styrka av 1 700 Matabelekrigare som attackerar deras ställningar, som en del i Första Matabelekriget.